# Journal of Cleaner Production
O Journal of Cleaner Production  é uma revista científica revisada por pares que cobre pesquisas transdisciplinares sobre produção mais limpa. É publicado pela Elsevier. O cargo de editor-chefe é compartilhado conjuntamente por Jiří Jaromír Klemeš (Universidade Tecnológica de Brno), Cecília Maria Villas Bôas de Almeida (Universidade Paulista) e Yutao Wang ( Universidade Fudan ). O ex-editor-chefe fundador foi Donald Huisingh (Universidade do Tennessee ). A revista é conhecida por ter um dos mais altos fator de impacto entre quaisquer revistas acadêmicas (numa pontuação que vai de 0 a 10, o Journal of Cleaner Production tem um fator de impacto de 9,297 - dados referentes à 2020).
O Journal of Cleaner Production serve como um fórum internacional transdisciplinar para a troca de informações e conceitos de pesquisa, políticas e tecnologias projetadas para ajudar a garantir o progresso no sentido de tornar as sociedades e regiões mais sustentáveis. Destina-se a incentivar a inovação e a criatividade, produtos novos e melhorados e a implementação de estruturas, sistemas, processos, produtos e serviços novos e mais limpos. Também é projetado para estimular o desenvolvimento e implementação de políticas governamentais e programas educacionais orientados para a prevenção.